# Otto Alexander Webermann
Otto Alexander Webermann (* 7. Januar 1915 in Vihula, Gouvernement Estland; † 14. Februar 1971 in Göttingen) war ein estnischer Finnougrist, Literaturwissenschaftler und Kulturhistoriker, der nach dem Zweiten Weltkrieg in Deutschland im Exil lebte. 

## Leben
Webermann wurde 1915 in Vihula (damals im Gouvernement Estland des Russischen Kaiserreichs) in eine bäuerliche Familie geboren. Seine Schulbildung erhielt er am Gymnasium von Rakvere, wo er 1935 den Abschluss erhielt. Im Jahr 1937 schrieb er sich an der Universität Tartu ein um Philologie zu studieren. 1943 trat er ein weiterführendes Auslandsstudium an der Universität Halle an, wo er 1944 dienstverpflichtet wurde. Im Kriegsgefangenenlager in Lübeck lernte er den estnischen Dichter Kalju Ahven kennen, der 1946 an Tuberkulose starb und dessen Gedichte das Thema von Webermanns Doktorarbeit wurden. Von 1946 bis 1948 lebte er in einem Displaced-Persons-Lager in Göttingen und setzte sein Studium an der Georg-August-Universität Göttingen fort, wo er bis 1951 promovierte und 1952 den Doktorgrad erlangte. Im Juni 1959 wurde Webermann als korrespondierendes Mitglied in die Baltische Historische Kommission aufgenommen. Im Februar 1971 starb er an einem Schlaganfall.

## Werk
Von 1947 bis 1964 arbeitete Webermann als Lektor für Estnisch an der Georg-August-Universität Göttingen, wo er ab 1965 als Akademischer Rat am Finnisch-ugrischen Seminar verbeamtet wurde. Seine Forschung beschäftigte sich mit der estnischen und deutschbaltischen Literatur und Kulturgeschichte. So fand er auch 1953 bei Recherchen in der Niedersächsischen Staats- und Universitätsbibliothek Göttingen ein Exemplar der Erstausgabe des bis dahin als verschollen vermuteten Buches Juttud ja teggud des deutschbaltischen Schriftstellers und Volksaufklärers Friedrich Wilhelm Willmann, welches er 1959 in einer Ausgabe der Ural-Altaischen Jahrbücher beschrieb. Ein Werk über den deutschbaltischen Schriftsteller und Volksaufklärer Friedrich Gustav Arvelius blieb bei seinem Tod unvollendet und wurde 1978 posthum veröffentlicht.

## Schriften (Auswahl)
- Kalju Ahven. Leben und Werk eines estnischen Dichters der Gegenwart. Göttingen, Diss. phil 1951. 286 S.
- Ein estnisches Unikum in Göttingen. In: Ural-Altaische Jahrbücher 31, Wiesbaden 1959, S. 491–502.
- Baltische Dichterinnen in der Literatur des 17. bis 19. Jahrhunderts. In: Jahrbuch des baltischen Deutschtums 1960, Lüneburg 1959, S. 57–61.
- Kreutzwalds "Kalevipoeg". Zur Problematik des estnischen Epos. In: Wolfgang Veenker (Hrsg.): Volksepen der uralischen und altaischen Völker. Vorträge des Hamburger Symposiums vom 16.–17. Dezember 1965 (=Ural-Altaische Bibliothek 16). Harrassowitz, Wiesbaden 1968, S. 13–35.
- Studien zur volkstümlichen Aufklärung in Estland. Friedrich Gustav Arvelius (1753–1806). In: Abhandlungen der Akademie der Wissenschaften in Göttingen, Philologisch – Historische Klasse: Folge 3; Nr. 110. Bearbeitet und herausgegeben von Johann Dietrich von Pezold. Vandenhoeck und Ruprecht, Göttingen 1978.